# Église Saint-Jean-Baptiste d'Ousten
L'église Saint-Jean-Baptiste d'Ousten  est une église catholique du XIIe siècle située à Ancizan, dans le département français des Hautes-Pyrénées en France.

## Localisation
L'église Saint-Jean-Baptiste est située dans le hameau d'Ousten, qui regroupe quelques maisons secondaires, et accessible par un long chemin depuis la route qui monte à la Hourquette d'Ancizan.

## Historique
L'église bâtie au cours du XIIe siècle était autrefois une annexe de la cure d'Ancizan.

## Architecture
L'église de style roman est bâtie suivant un plan simple. C'est une nef unique voûtée en plein cintre prolongée par une abside semi-circulaire couverte en cul-de-four.
Elle est éclairée uniquement par une baie moulurée dans la paroi sud et par une étroite fenêtre axiale percée dans le contrefort.
 L'entrée s'ouvre au nord par un portail dont le vantail est décoré de quatre pentures en fer forgé.
Le clocher-mur a été transformé en clocheton et couvert d'un toit en pavillon.

## Galerie de photos

Sélection de vues diverses
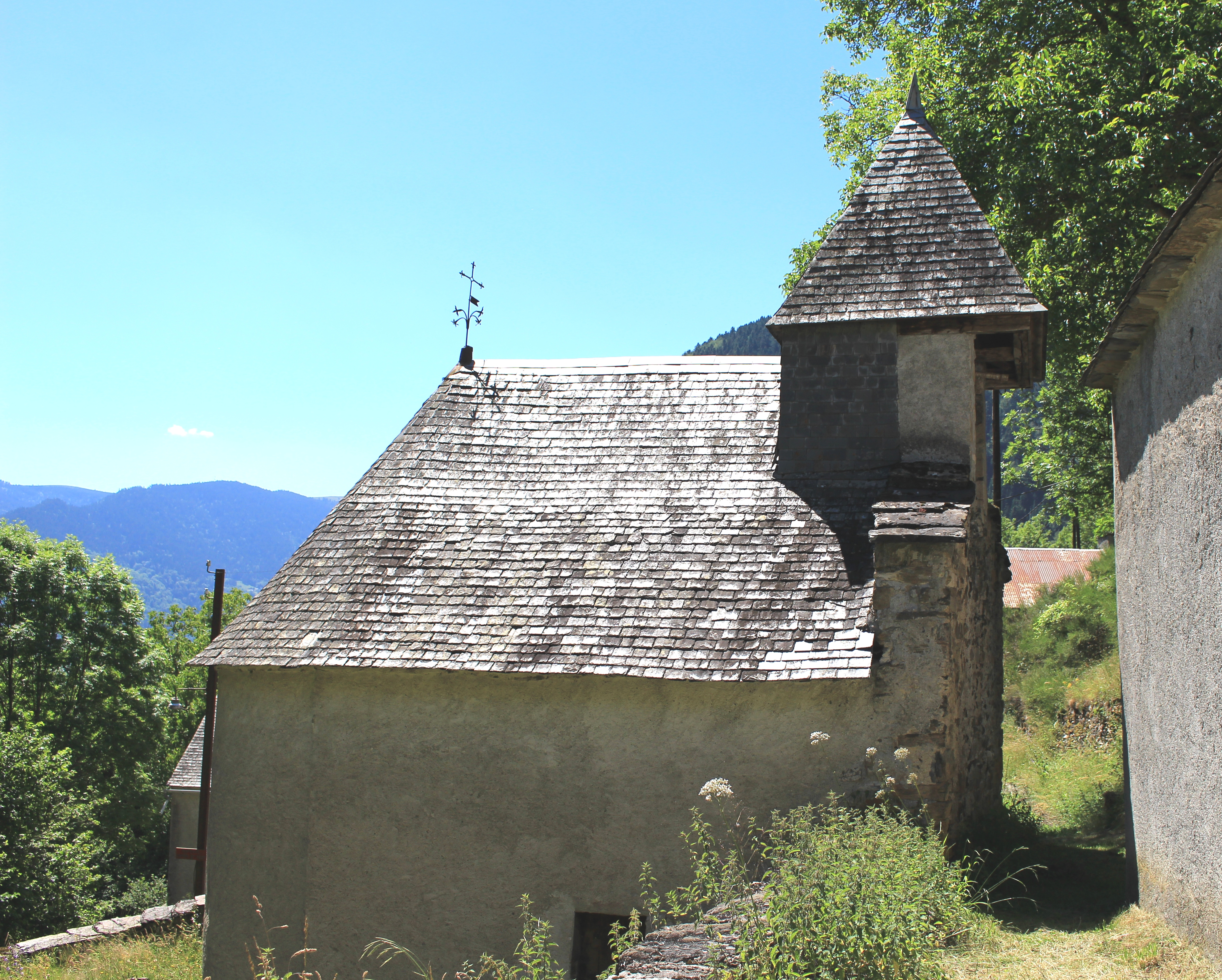
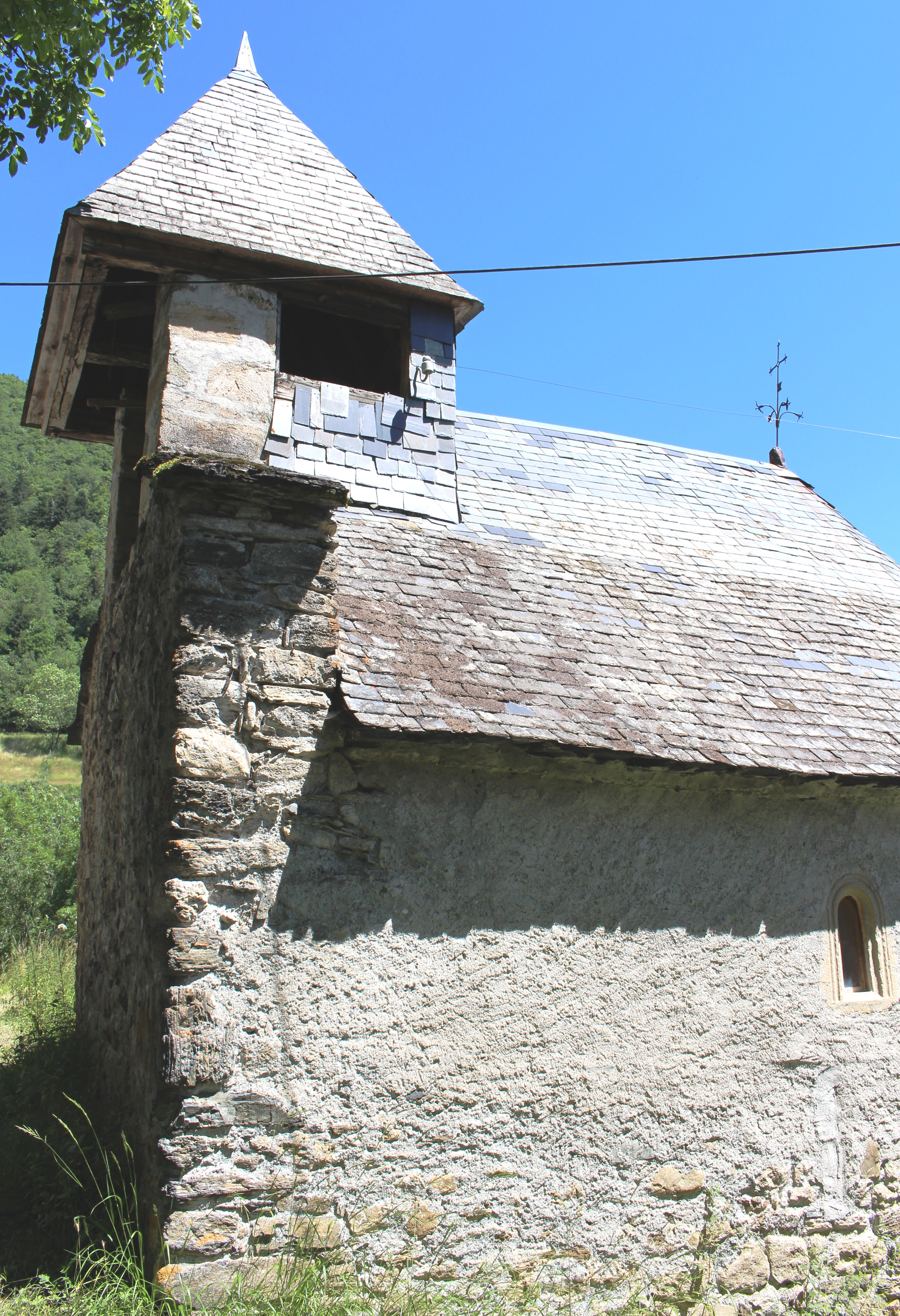